# Benthoclionella
Benthoclionella é um gênero de gastrópodes pertencente a família Clavatulidae.

## Espécies
- Benthoclionella jenneri Kilburn, 1974[3]